# Margaret Hamilton
Margaret Brainard Hamilton (* 9. Dezember 1902 in Cleveland, Ohio; † 16. Mai 1985 in Salisbury, Connecticut) war eine US-amerikanische Schauspielerin. Weltweite Bekanntheit erlangte sie durch ihre Rolle der bösen Hexe des Westens in dem Filmklassiker Der Zauberer von Oz von 1939.

## Leben und Karriere
Margaret Hamilton wurde als jüngstes der vier Kinder von Walter Jones Hamilton (1865–1935) und dessen Frau Mary Jane (geb. Adams, 1865–1926) im US-Bundesstaat Connecticut geboren. Sie besuchte die Hathaway Brown School in Ohio. 1923 machte sie ihr Schauspieldebüt und betätigte sich als Leiterin von Kinderschauspielgruppen, allerdings arbeitete sie während dieser Zeit noch hauptberuflich als Erzieherin in einem Kindergarten. In diesem Beruf betreute sie auch die beiden späteren Filmschauspieler William Windom und Jim Backus. Hamilton blieb der Arbeit mit Kindern verbunden und arbeitete in den 1950er-Jahren auch als Lehrerin in einer Sonntagsschule.
Hamilton wandte sich hauptberuflich der Schauspielerei zu, nachdem sie 1932 am Broadway eine Rolle im Stück Another Language erlangt hatte. Sie absolvierte 1933 ihr Filmdebüt in der Verfilmung dieses Bühnenstücks an der Seite von Robert Montgomery. In den folgenden Jahren übernahm sie mit ihrem markant herben Aussehen oftmals die Rolle der biederen Jungfer und entwickelte sich zu einer gefragten Nebendarstellerin. Bekanntere Auftritte hatte sie 1937 in Denen ist nichts heilig als gelangweilte Apothekerin sowie im selben Jahr Saratoga, wo ihre Figur ein Schönheitsmittel an Frank Morgans Figur empfiehlt. Oftmals waren ihre Rollen als sittenstrenger Widerpart zu Komikern wie W. C. Fields (in Mein kleiner Gockel) oder Harold Lloyd (in Verrückter Mittwoch) angelegt. Margaret Hamilton lehnte die damals üblichen Studioverträge ab und arbeitete stattdessen als freie Schauspielerin.
Ihre mit Abstand berühmteste Filmrolle hatte sie 1939 im Filmklassiker Der Zauberer von Oz, wo sie gleich drei Rollen spielte: Miss Gulch, die fiese Nachbarin von Dorothy in Kansas; die böse Hexe des Ostens, die nur kurz am Fenster von Dorothys Haus entlangfliegt und von diesem dann erschlagen wird; sowie in der größten der drei Rollen als ihre Schwester, die böse Hexe des Westens, die den Tod ihrer Schwester an Dorothy rächen will. Ursprünglich sollte Gale Sondergaard die Hexe spielen, sie war jedoch mit der unglamurösen Gestaltung der Rolle unzufrieden, sodass Hamilton ihre Chance erhielt. Hamilton erlitt beim Filmdreh durch einen missglückten Spezialeffekt Verbrennungen zweiten Grades und konnte erst nach sechs Wochen Pause weiterdrehen. In der Rolle als böse Hexe wurde Hamilton zum Albtraum vieler Kinder, was die ehemalige Erzieherin, die Kinder eigentlich sehr mochte, stets besorgte. Das American Film Institute wählte die böse Hexe des Westens bei der Wahl der größten Filmschurken auf Platz 4, die höchste Position für einen weiblichen Schurken in dieser Wahl. Margaret Hamilton unterschrieb ihre Autogramme oft mit dem Zusatz WWW („Wicked Witch of the West“, „Böse Hexe des Westens“).
Der Zauberer von Oz verschaffte Hamilton keinen größeren Karriereschub; sie spielte weiterhin ausschließlich Nebenrollen und unterlag auch den Rest ihrer Karriere dem Typecasting in für sie typischen Rollen wie strenge Lehrerinnen, resolute Haushälterinnen oder neugierige Nachbarsfrauen. Man setzte sie aufgrund ihrer Popularität im Zusammenhang mit Der Zauberer von Oz oft als Werbefigur für verschiedene Zwecke ein. Neben Kinofilmen wirkte sie auch an Radioproduktionen mit und spielte ab den 1950er-Jahren regelmäßig in Fernsehserien mit, dabei trat sie beispielsweise als Granny Frump in drei Episoden der Serie Die Addams Family auf. Zudem war sie langjähriges Mitglied des Cleveland Play House. 1972 lieh die Stimme für Auntie Em in dem Animationsfilm Journey Back to Oz, vier Jahre später spielte sie die Rolle der böse Hexe des Westens erneut in einer Folge der amerikanischen Version der Sesamstraße. Da es Beschwerden von Eltern gab, wurde die Folge niemals wiederholt. Ihre letzte Rolle hatte sie 1982 als Gastdarstellerin in einer Episode der Serie Lou Grant. Insgesamt umfasst ihr filmisches Schaffen zwischen 1933 und 1982 mehr als 125 Film- und Fernsehproduktionen.
Hamilton wohnte über viele Jahre in New York in der Nähe des Gramercy Parks, später zog sie nach Millbrook in der Nähe von New York um. 1931 heiratete sie Paul Meserve. Die Ehe wurde 1938 geschieden. Das Paar hatte einen Sohn, Hamilton Wadsworth Meserve (* 1936). Nach ihrer Scheidung heiratete sie nicht wieder. Sie starb 1985 an einem Herzinfarkt.

## Filmografie (Auswahl)
- 1933: Zoo in Budapest
- 1934: Hat, Coat, and Glove
- 1934: Broadway Bill
- 1935: The Farmer Takes a Wife
- 1935: Way Down East
- 1936: Infame Lügen (These Three)
- 1936: Flucht in die Liebe (The Moon’s Our Home)
- 1937: Gehetzt (You Only Live Once)
- 1937: Horoskope lügen nicht (When’s Your Birthday?)
- 1937: Gesetz der Berge (Mountain Justice)
- 1937: Saratoga
- 1937: Denen ist nichts heilig (Nothing Sacred)
- 1938: Toms Abenteuer (The Adventures of Tom Sawyer)
- 1938: Vier Leichen auf Abwegen (A Slight Case of Murder)
- 1938: Liebe zu viert (Four’s a Crowd)
- 1938: Breaking the Ice
- 1939: Der Zauberer von Oz (The Wizard of Oz)
- 1939: Musik ist unsere Welt (Babes in Arms)
- 1940: Mein kleiner Gockel (My Little Chickadee)
- 1940: Die Unschuld und der Bösewicht (The Villain Still Pursued Her)
- 1940: Die unsichtbare Frau (The Invisible Woman)
- 1941: Play Girl
- 1942: The Affairs of Martha
- 1942: Ritt zum Ox-Bow (The Ox-Bow Incident)
- 1943: Johnny Come Lately
- 1944: Guest in the House
- 1945: George White's Scandals
- 1947: Verrückter Mittwoch (The Sin of Harold Diddlebock)
- 1947: Frau ohne Moral? (Dishonored Lady)
- 1948: Der beste Mann (State of the Union)
- 1949: Gabilan, mein bester Freund (The Red Pony)
- 1949: The Beautiful Blonde from Bashful Bend
- 1950: Varieté-Prinzessin (Wabash Avenue)
- 1950: Lach und wein mit mir (Riding High)
- 1951: People Will Talk
- 1953–1955: Ethel and Albert (Fernsehserie)
- 1957: On Borrowed Time (Fernsehfilm)
- 1960: Das unheimliche Erbe (13 Ghosts)
- 1962: Paradise Alley
- 1962: Am Fuß der blauen Berge (Laramie, Fernsehserie, Folge 4x09)
- 1963: Wagen 54, bitte melden (Car 54, Where Are You?, Fernsehserie, zwei Folgen)
- 1965–1966: The Addams Family (Fernsehserie, drei Folgen)
- 1967: Rosie!
- 1969: Angel in My Pocket
- 1970: Nur Fliegen ist schöner (Brewster McCloud)
- 1971: Der Anderson-Clan (The Anderson Tapes)
- 1972: Rückkehr nach Oz – Ein Zaubermärchen (Journey Back to Oz, Sprechrolle)
- 1973: Rauchende Colts (Gunsmoke, Fernsehserie, Folge 18x19)
- 1973: Die Partridge Familie (The Partridge Family, Fernsehserie, Folge 4x05)
- 1975/1976: Mister Rogers' Neighborhood (Fernsehserie, zwei Folgen)
- 1976: Sesamstraße (Sesame Street, Fernsehserie, Folge 7x52)
- 1979/1982: Lou Grant (Fernsehserie, zwei Folgen)
- 1980: Boomer, der Streuner (Here’s Boomer, Fernsehserie, Folge 1x03)
- 1982: Pardon Me for Living (Fernsehfilm)

## Auszeichnungen
- 1979: Spezialpreis der Academy of Science Fiction, Fantasy & Horror Films
- 2003: Platz 4 der größten amerikanischen Filmschurken des American Film Institute
- 2005: Platz 99 der besten amerikanischen Filmzitate des American Film Institute (Hamilton als böse Hexe im Film Der Zauberer von Oz): „I’ll get you, my pretty, and your little dog, too!“ („Ich krieg dich schon noch, meine Liebe. Und deinen kleinen Hund auch!“)